# アトラスブルー
アトラスブルー（Polyommatus atlantica） は、シジミチョウ科のチョウの一種。ヘンリー・ジョン・エルウェスによって1905年に北アフリカで発見された。倍数体でない真核生物のなかでは、一番多い染色体数（2n ＝ 約448-452本）をもつとされる。

## 近縁種
- Polyommatus atlantica weissi (Morocco: High Atlas)
- Polyommatus atlantica weissi (Dujardin, 1977) (Morocco: Middle Atlas)
- Polyommatus atlantica barraguei Dujardin, 1977 (Algeria: Djurdjura, Aures Mountains)